# Sejm (reka)
Sejm (rusko in ukrajinsko Сейм) je reka na ozemlju Rusije (Belgorodska in Kurska oblast) ter Ukrajine (Sumska in Černigovska oblast). Je največji pritok reke Desne, ta pa je največji pritok Dnepra.
Za izvir Sejma večinoma velja dolina z več izviri nedaleč od vasi Morozovo v Gubkinskem mestnem okrožju. Merjeno s te točke je skupna dolžina reke 748 kilometrov, vendar je v povirnem delu tok nestalen; vodnatost se znatno poveča šele nekaj deset kilometrov niže po sotočju z rečico Maslovko. Struga je široka do 100 metrov, povprečna globina pa znaša 4–5 metrov. Rečna dolina je nesimetrična, saj je levi breg položnejši od desnega. Tok je počasen in meandrirajoč. Razlivno območje reke je zlasti v spodnjem toku ponekod zamočvirjeno.
Voda iz reke se uporablja za hlajenje jedrske elektrarne Kursk.